# Göteborgsinventeringen
Göteborgsinventeringen var en inventering av Göteborgsområdets fornlämningar, genomförd i huvudsak åren 1917-1922 under ledning av Georg Sarauw vid dåvarande Göteborgs museum. Det inventerade området omfattade f.d. Göteborgs och Bohus län samt norra Halland, södra Dalsland och västra Västergötland.
Göteborgsinventeringen initierades av Georg Sarauw som då var chef för den nyinrättade arkeologiska avdelningen vid Göteborgs museum. Fältarbetet leddes dock av amatörarkeologen och folkskolläraren Johan Alin. Sammanlagt omkring 15 personer, samtliga lärare och amatörer, utförde det praktiska inventeringsarbetet. Inventeringen påbörjades i mindre skala 1915 som en tänkt fortsättning på tidigare gjorda inventeringar åren 1879-1911, som dock endast berörde de mellersta delarna av Göteborgs och Bohus län. Projektet växte i omfång då det blev del av förberedelserna inför Jubileumsutställningen i Göteborg 1923 och firandet av stadens 300-årsjubileum. Fram till 1922 hann hela området utom de tre nordligaste häraderna i Bohuslän bli beskrivet. Dessa sista områden inventerades fram till 1929.

## Resultat och arkivmaterial
När Alin påbörjade inventeringen i Askims, Styrsö och Västra Frölunda socknar 1915 fanns inga kända fornlämningar inom området. Inom ett år hade 300 platser redovisats. År 1922 hade 22 000 fornlämningar och fyndplatser i hela inventeringsområdet beskrivits. De omfattade bland annat stenåldersboplatser, gravfält, rösen och hällristningar. Alin och övriga inventerare nedtecknade detaljerade beskrivningar av såväl nyupptäckta som tidigare kända fornlämningar och utförde ibland skisser av dem. De så kallade inventeringsdagböckerna förvaras idag i Göteborgs stadsmuseums arkiv.
Inventeringen resulterade i en karta som visade utbredningen av olika typer av fornlämningar med hjälp av olikfärgade och -formade knappnålar på bakgrund av en topografisk karta. Den så kallade nålkartan visades upp på Jubileumsutställningen tillsammans med fornfynd och bilder från utgrävningar som Sarauw genomfört inför utställningen. Sarauw och Alin författade också boken Götaälvsområdets fornminnen som redovisade resultaten, där Alin avhandlade stenåldern medan Sarauw ansvarade för övriga kapitel.